# Ahicchatrâ
 (décembre 2008).
Si vous disposez d'ouvrages ou d'articles de référence ou si vous connaissez des sites web de qualité traitant du thème abordé ici, merci de compléter l'article en donnant les références utiles à sa vérifiabilité et en les liant à la section « Notes et références ».
Ahicchatra était la capitale du Panchala du Nord, ses ruines ont été découvertes à Ramnagar dans le district de Bareli. 
C'est l'endroit où le 23e Tîrthankara, le prince de Parshvanath, a renoncé à tous les luxes matériels et a commencé sa méditation. On pense également que le prince Gautama Bouddha avait donné ses enseignements et le Diksha au roi de la dynastie de Naga à Ahicchatra. Le pèlerin chinois Hiuen Tsang a mentionné le nom de cet endroit comme 'Ahichitala' dans son œuvre. 
Des ruines de statues 'Jain de Digambar' ont été découvertes à Ahicchatra. 
Une de ces statues se trouve en dehors du temple du prince de Parshvanath. 
Certaines des statues de Tirthankar récupérées de ces ruines sont préservées dans des musées de Lucknow et de Delhi.